# تاکورو اوکویاما
تاکورو اوکویاما (انگلیسی: Takuro Okuyama؛ زادهٔ ۲۷ اکتبر ۱۹۸۳) بازیکن فوتبال اهل ژاپن است.